# Mitsue
Uda (jap. 御杖村 Uda-mura) – wieś w Japonii, na wyspie Honsiu, w prefekturze Nara. Według danych na rok 2020 miejscowość zamieszkiwało 1 479 mieszkańców , a gęstość zaludnienia wyniosła 18,6 os./km².